# أنواع الحميات الغذائية
الحمية الغذائية للفرد هي كل مايستهلكه عادة من مأكل أو مشرب. فإتباع حمية غذائية تكون للمحاولة للوصول إلى وزن معين أو المحافظة عليه. وهنالك عوامل متنوعة تؤثر على اختيارات الناس للحمية الغذائية وتشمل معتقدات أخلاقية ودينيه أو حاجات طبية أو الرغبة في ضبط الوزن.
ولا تعتبر كل الحميات الغذائية صحية. فالبعض يتبع الحميات الغذائية الغير صحية من خلال العادة وليس من خلال اختيار أنواع لأكل الاطعمة الغير صحية. ويشار إلى هذه العادات الغذائية بـ«الاطعمة بدون قيمة غذائية» أو بـ «الحمية الغذائية الغربية». ويشير بعض الأطباء أن بعض الحميات الغذائية تسبب مشاكل صحية خطيرة وفوائدها قليلة على المدى الطويل. وهذا صحيح في الحميات الغذائية المبتدعة والتي تسهم في إنقاص الوزن على المدى
الحميات الغذائية المسجلة بالجدول هي فقط الحميات الموجودة في موسوعة ويكيبيديا.

## حمية غذائية تستند على المعتقد
تؤثر المعتقدات الدينية أو الروحية أو الفيلوسوفية على اختيارات بعض الناس للحميات الغذائية.
- الحمية الغذائية البوذية: ومع أن الديانة البوذية لاتشمل أحكام مخصصة للتغذية ولكن بعض البوذيين يتبعون التغذية النباتية استناداً على بعض تفاسير الفريضة الأولى من الفرائض الخمس.[2]
- الحمية الغذائية العدنية: حمية غذائية تستند على مايُعتقد أن آدم وحواء أكلوا في جنات النعيم. وعادة ماتكون نباتية وتتكون على الأرجح من الفواكة. [بحاجة إلى الاستشهاد]
- حمية الشكر للرب: نوع من الحميات النباتية المسيحية التي نشأت في السبعينات الميلادية. وفسر مبتكرو هذه الحمية مقطعاً من الكتاب المقدس على أنه يحث النصاى ي على أكل الفواكة والنباتات والبذور. .[3]
- الحمية الغذائية الهندوسية والجينية: أن الحمية الغذائية لمتبعوا الديانة الهندوسية والجينيه عادة تكون حمية نباتية مسموح بهال منتجات الألبان وتستند على مبدأ اللا إضرار. .
- قوانين الأغذية الإسلامية: يتبع المسلمون حمية تتكون من الاطعمة الحلال- المباحة في الشريعة الإسلامية. وعكس حلال هو حرام وهي الاطعمة الغير جائزة في الإسلام. المواد المحرمة تشمل الكحول ولحم الخنزير وكل لحم حيوان لم يذبح على الطريقة الإسلامية. .[4]
- التال: هي مجموعة من المبادئ التي توثر على حمية الكثير من أعضاء الحركة الرستفارية. أحد مبادئها هو وجوب أكل الأطعمة الطبيعية. ويفسر بعض الرستفاريين التال بأنه يؤيد الحميات النباتية. .[5]
- الحمية الغذائية (الكوشر) اليهودية: الأطعمة المسموح بها في الكوشر وهي مجموعة من القوانين اليهودية التي تتعلق بالحمية. إن بعض الأطعمة وبعض مايختلط بها لاتنتمي للحمية الغذائية اليهودية والفشل في تحضير الطعام وفقاً لقوانين الكاوشر (اليهودية) قد يجعل الطعام المباح لاينتمي لحمية الكاوشر (اليهودية). .قالب:بحاجة إلى الاستشهاد
- كلمة من حكمة: اسم فصل من المذهب والمواثيق وهو الكتاب المقدس الذي يوافق عليه متبعوه في آخر يوم من حركة القديس. وتشمل نصائح الحمية (1) الطعام الصحي من النبات «في فصلها،» (2) أكل اللحم باقتصاد وفقط «في الشتاء أو البرد أو في المجاعة،» و (3) الحبوب «كوقود الحياة.» [6]

## الحمية الغذائية النباتية
الحمية النباتية هي الحمية التي تستثني اللحوم. ويتجنب النباتيون الطعام الذي يحتوي على ماينتج من ذبح الحيوان كالانفحة والجيلاتين المستخرجة من الحيوان.
- حمية الفاكهة: حمية غذائية تتكون بالكامل من الفاكهة النية. .[8]
- الحمية النباتية التي تشمل منتجات الالبان: هي حمية نباتية تشمل بعض أنواع منتجات الحليب ولاتشمل البيض والطعام الذي يحتوي على الأنفحة. هي حمية تنتشر بين متببعي ديانات متعددة وتشمل الهندوسية والجينية ونستند على مبدأ اللا إضرار.[9]
- الحمية النباتية المقتاتة باللبن والبيض: هي حمية نباتية تشمل البيض والألبان.[9]
- الحمية النباتية: فبالإضافة إلى متطلبات الحمية النباتية فإن النباتيين لايأكلون الطعام الذي ينتجه الحيوان كالبيض ومنتجات الحليب والعسل. .[7]

### الحمية الغذائية الشبه النباتية
- الحمية الغذائية الفلكسترانية: تسيطر عليها الحمية النباتية حيث تكون أكل اللحوم في المناسبات.[10]
- الكنقتارية: هي حمية نشأت في أستراليا. فبالإضافة إلي الطعام المباح في الحمية النباتية فإنهم يأكلون لحوم الكنقر. .[11]
- حمية البيساتريان: هي حمية تشمل السمك وليس اللحم.
- حمية النباتات: هو مفهوم واسع يصف الحمية التي لايشكل منتجات الحيوان مقداراً كبيراً. في بعض الفاهيم حول حمية النباتات بأنها نباتية بالكامل وعند البعض فأنه من الممكن إتباع حمية النباتات وأكل اللحوم في المناسبات. .[12]

## حميات ضبط الوزن
الرغبة في خسارة الوزن هي حافز مشترك يدفع لتغيير العادات الغذائية وايضاً الرغبة على المحافظة على الوزن. ويعتبر البعض الكثير من الحميات الغذائية التي تهدف لخسارة الوزن أنها تحمل درجات متفاوته من المخاطر الصحية وبعضها لاتكون فعالة على نطاق واسع. وهذا صحيح خصوصاً في الحميات السيئة والمبتدعة.
والكثير من الحميات المدرجة أدناه متضمنه أكثر من فئة فرعية. وتوضح هذه الحالة في خانة الحمية.

### الحمية الغذائية قليلة السعرات
- تحديد سعرات الجسم للحياة: هي حمية غذائية تحسب بها السعرات وتروج كجزء من برنامج الجسم للحياة والذي يستمر لمدة 12 أسبوع. [citation needed]
- حمية البسكويت: هي حمية غذائية مبنية على حساب السعرات وتؤكل البسكويتات قليلة الدهون لعدم الأحساس بالجوع وعادة تكون بدل وجبة. .[13]
- حمية الهاكر (القراصنة): هي حمية مبنية على حساب السعرات من كتاب The Hacker’s Diet الذي ألفه جون ولكر. ويشير الكتاب أن مفتاح الحفاظ على الوزن المرغوب به هو معرفة ومراقبة السعرات الحرارية المستهلكة والمستخدمة. .قالب:بحاجة إلى استشهاد
- حمية الانظمة الغذائية (النيتروسيستم): العنصر الغذائي في حطة خسارة الوزن التي تعدها شركة الانظمة الغذائية (النيتروسيستم) وتوزع وجبات قليلة السعرات الحرارية مع نسبة محدده من الدهون والبروتين والكاربوهيدرات. قالب:بحاجة إلى استشهاد
- حمية مراقبة الوزن (دايت واتشرز): هي نقاط تحدد كقيمة للطعام. فيأكل متبعوا الحمية أي طعام بالنقاط اليومية المحددة لهم. .[14]

### الحمية الغذائية قليلة جداً في السعرات
تعني الحمية الغذائية قليلة السعرات استهلاك سعرات حرارية أقل من 800 سعرة في اليوم. تتبع مثل هذه الحميات الغذائية عادة تحت إشراف الطبيب. .

وتشمل أيضاً الحميات التي تحتوي على صفر سعرة حرارية.
- حمية البريثيريان (الهوائيين): هي حمية لايأكل فيها الفرد شيئاً وذلك استناداً على المعتقد بأن الطعام ليس مهما لعيش الإنسان.[16]
- حمية KE: يتغذى الفرد في هذة الحمية من خلال أنبوب تغذية ولا يأكل أي شي. .[17]

### حمية الغذائية قليلة الكاربوهيدرات
- حمية أتكنز: هي حمية قليلة الكربوهيدرات نشرها اخصائي التغذية روبيرت أتكنز في نهاية القرن العشرين وبداية القرن الحادي والعشرين. ويؤكد أنصار هذة الحمية بأنها أفضل طريقة لخسارة الوزن أكثر من أي حمية أخرى قليلة السعرات. ويجادل النقاد بأن حمية قليلة الكاربوهيدرات تشكل خطراً على الصحة. .</ref> Proponents argue that this approach is a more successful way of losing weight than low-calorie diets;[18] critics argue that a low-carb approach poses increased health risks.[19]
- حمية دوكان: هي حمية متعددة الخطوات وتستند على أكل كميات كبيرة من البروتين وكميات محدودة من الكاربوهيدرات. تبدأ الحمية بخطوتين تهدف إلى تسهيل نقص الوزن في فترة قصيرة ويتبعها خطوتين تهدف إلى دعم نقصان الوزن والعودة إلى حمية متوازنة أكثر تدوم لمدة طويلة. .[20]
- حمية ITG: هي حمية تتكون من ثلاثة خطوات وتستند على تقليل أستهلاك الكربوهيدرات مع بروتين قليل الدهون للحفاظ على العضل مع هدف العودة إلى حمية صحية متوازنة تدوم لمدة طويلة للحفاظ على الوزن.
- حمية ساوث بيتش
- حمية ستيل مان

### الحمية الغذائية قليلة الدهون
حمية النشاء لماكدوغيل هي حمية عالية السعرات الحرارية والألياف وقليلة الدهون وتعتمد على النشاء مثل البطاطا والأرز والحبوب ولاتشمل هذة الحمية الطعام الحيواني وزيت الخضار المضاف. ويوضح جون ماكدوغيل من خلال ملاحظة التاريخ بأن الكثير من الشعوب حول العالم نمت من خلال تغذيتها على طعام النشاء.

## الحمية السيئة
الحمية السيئة والحمية الباطله هي مصطلحات عامة. فهي تصف الحميات الغذائية التي تشمل تغيرات كبيرة وسريعه في استهلاك الطعام وهذة المصطلحات تستخدم أيضاً في ذم العادات الغذائية الشائعة والتي تعد غير صحية. وتعد هذة الحميات عادة أنها تشكل خطراً على الصحة. الكثير من هذة الحميات المسجلة هنا تهدف إلى خسارة الوزن والتي قد تشتمل اجزءاً من القائمة. وتوضح هذه الحالة في خانة الحمية.
- حمية بيفرلي هيلز: هي حمية قاسية وتسمح بالفواكة فقط في الأيام الأولى وتزيد اختيارات الطعام بالتدريج إلى الأسبوع السادس. .[22]
- حمية حساء الملفوف: هي حمية غذائية قليلة السعرات تعتمد على شرب الكثير من حساء الملفوف. فهي تعد حمية باطلة. .[23]
- حمية القريب فروت: هي حمية باطلة تهدف إلى تسهيل نقصان الوزن ويؤكل القريب فروت بكميات كبيرة في أوقات الوجبات. .[24]
- حمية الجيش الإسرائيلي: هي حمية تدوم لمدة ثمانية أيام. يؤكل التفاح في أول يومين والجبن في اليومين التي تتبعها والدجاج في اليوم الخامس والسادس والسلطة في آخر يومين. لايتبع الحمية قوات الدفاع الإسرائلية كما اسمها يوحي بذلك. فهي تعد حمية باطلة. .[25]

حمية الوجبات السريعة: هي حمية مكونه من طعام غير صحي فعلى سبيل المثال عالي الدهون أو من الطعام المصنع. .
- حمية صب واي: هي حمية سيئة يأكل بها الفرد وجبات مطعم صب واي بدلاً من الوجبات السريعة الأعلى في السعرات الحرارية. أذاع صيت هذة الحمية الطالب جارد فوقيل والذي كان يعاني من السمنة وخسر مايقارب إلى 245 باوند بعد استبدال وجباتة بساندويتشات مطعم صب واي كجزء من مجهودة لخسارة الوزن.[27]
- حمية البطيخ: وتستر ليبرس وعمالة تشخيص الفنان بمرض الإيدز من خلال نسب معاناته من نقصان حاد بالوزن ومشاكل صحية لفقر الدم والذي عانى منه بسب أتباع حمية صارمة يأكل فيها البطيخ فقط وبعد ذلك فإنهم عكسوا تلك الدعاوي من خلال نشرهم بأن ليبرس كان مريضاً من فقر دم خطير وانتفاخ الرئة وأمراض القلب. .[28][29]
- نمط التغذية الغربي: هي حمية تشتمل على الطعام الذي يشيع أكله في الدول المتقدمة. فعلى سبيل المثال اللحم والخبز الأبيض والحليب والحلوى (البودينج). فالأسم يشير إلى العالم الغربي. .[30] The name is a reference to the عالم غربي.

## حمية إزالة السموم
هي حمية تهدف لإزالة السموم وتشمل عدم الأكل أو المحاولة في طرد المواد الغير مفيدة والضارة. فعلى سبيل المثال التقيد على أكل الطعام بدون ألوان ولا مواد حافظة وأخذ المكملات وشرب الكثير من الماء. وينقد البعض الفعل الأخير على وجه الخصوص حيث أم شرب كميات من الماء أكثر من الموصى بها قد يسبب حدوث نقص بصوديوم الدم. .
- صيام العصائر: نوع من حميات أزالة السموم من الجسم حيث يتغذى على عصائر الفواكة والخضار فقط. فهنالك خلاف على الآثار الصحية لهذة الحميات. .[32]

## حميات غذائية تتبع لدواعي طبية
تتأثر اختيارات الناس للحميات أحياناً بسبب حساسية تجاه نوع من الطعام. هنالك أيضاً أنماط غذائية يوصي بها الأخصائيون ويصفوها ويديروها لمن لديه احتياجات طبية خاصة.
- أفضل حمية يراهن عليها: هي حمية مصممة للمساعدة في الوقاية أو تخفيف التصلب المتعدد من خلال تجنب الطعام الذي يشمل أنواع معينة من البروتين. .[33]
- حمية سرطان القولون: يعتقد أن الكالسيوم والحليب والثوم يساعدون في الوقاية من سرطان القولون. فقد تزيد اللحوم الحمراء واللحوم المصنعة خطر الأصابة به.
- حمية مرض السكري: هي المصطلح العام الذي يشمل الحميات الغذائية التي يوصى بها كل من يعاني من مرض السكري. هنالك اختلاف كبير في المجتمع العلمي حول ماهو أفضل نوع حمية لمن يعاني من السكري.
- حمية داش (هي حمية تساعد على أيقاف ارتفاع ضغط الدم): يوصى من لدية ارتفاع ضغط الدم بأن يأكل كميات كبيرة من الفواكة والخضار والحبوب الكاملة ومنتجات الحليب قليلة الدسم وتكون جزءاً من حميتهم وتجنب الطعام المحلى بالسكر واللحم الأحمر والدهون. وتروج لها وزارة الصحة والخدمات الإنسانية وهي منظمة تابعة لحكومة الولايات المتحدة. .[34]
- نظام غذائي متوازن العناصر: هي حمية طبية تشتمل على التغذية على السوائل فقط لسهولة الابتلاع. .[35]
- حمية الإقصاء: هي طريقة تحديد الطعام الذي يسبب آثاراً سلبية للشخص وحذفه من الحمية الغذائية. .[36]
- حمية خالية من القلوتين: هي حمية يتجنب بها بروتين القلوتين والذي يوجد في الشعير والجاودر والقمح. فهي علاج طبي لمرضى السيليلاك. ]].[37]
- حمية خالية القلوتين والكازين: هي حمية خالية من القلوتين وتتجنب أيضاً الكازين وهو بروتين يوجد بكثرة في الحليب والجبن. [بحاجة إلى الاستشهاد]
- حمية لصحة الكلى: هذة الحمية لمن يعاني من مرض الكلى المزمن، أولئك الذين لديهم كلية واحدة ومن يعاني من التهاب في الكلى ومن يعاني من فشل في الكلى. فهذة الحمية ليست غسيل للكلى وهو شيء مختلف تماماً.[38] This diet is not the dialysis diet [39] الحمية الغذائية لصحة الكلى تحد من الكميات الكبيرة من البروتين والذي قد يسبب في تعطيل الكلى ويحد خصوصاً من: الطعام والشراب الغني بالبوتاسيوم والفسفور. ويحد من السوائل ولا يمنعها ولكن بكميات أقل.[40][41]
- حمية الكيتون: هي حمية عالية بالدهون وقليلة الكاربوهيدرات حيث يتحول الغذاء ودهون الجسم إلى طاقة. ويستخدم كعلاج طبي للصرع المقاوم.[42]